# Ibrahim Said
Ibrahim Ahmed Dawoud Said (arab. ابراهيم سعي, ur. 16 października 1979 w Aleksandrii) – piłkarz egipski grający na pozycji środkowego obrońcy.

## Kariera klubowa
Piłkarską karierę Said rozpoczął w klubie Al-Ahly Kair. W 1998 roku zadebiutował w jego barwach w pierwszej lidze egipskiej. W 1999 i 2000 roku dwukrotnie z rzędu zdobywał mistrzostwo Egiptu. W 2001 roku wygrał wraz ze swoją drużyną Afrykańską Ligę Mistrzów, w 2002 roku Superpuchar Afryki. Do sukcesów z Al-Ahly dołożył także dwukrotne zdobycie Pucharu Egiptu w latach 2001 i 2003. W 2003 roku Said został wypożyczony do angielskiego Evertonu, stając się trzecim w historii egipskim piłkarzem w lidze angielskiej, po Husseinie Hegazim i Tewfiku Abdullahu. Dla klubu z Liverpoolu nie rozegrał jednak żadnego oficjalnego spotkania i niedługo potem powrócił do ojczyzny z powodu choroby matki.
W 2004 roku Said podpisał kontrakt z odwiecznym rywalem Al-Ahly, Zamalekiem Kair. Przez końcowy okres pobytu w Al-Ahly Said nie grał i rodzima federacja zajęła się sprawą transferu Ibrahima. Ostatecznie zawodnik został zawieszony, a prezydent Zamaleku Kamal Darwish musiał zapłacić karę. Do gry Said wrócił w drugiej połowie 2004 roku. W Zamaleku występował do końca 2006 roku, ale nie osiągnął znaczącego sukcesu.
Na początku 2007 roku Said wyjechał do Turcji i został zawodnikiem Çaykur Rizespor, któremu pomógł w utrzymaniu w lidze. Latem przeszedł do innego tureckiego zespołu, MKE Ankaragücü. W sezonie 2008/2009 grał w Ismaily SC. Następnie był zawodnikiem Al-Ahly Trypolis, a w 2010 roku został zawodnikiem El-Ittihad El-Iskandary.

## Kariera reprezentacyjna
W reprezentacji Egiptu Said zadebiutował w 2001 roku. Wcześniej był w kadrze na Puchar Narodów Afryki 2000, ale nie rozegrał tam żadnego spotkania. W 2002 roku dotarł z Egiptem do ćwierćfinału. W 2006 roku był podstawowym zawodnikiem w PNA 2006, na którym wywalczył mistrzostwo kontynentu. W 2008 roku Hassan Shehata powołał Saida na Puchar Narodów Afryki 2008 w Ghanie, a Egipt obronił tytuł mistrzowski.